# Lucas Martínez Quarta
Lucas Martínez Quarta (nascido em 10 de maio de 1996) é um jogador de futebol argentino que joga no River Plate.

## Carreira
Fez sua estreia pela Seleção Argentina de Futebol em 05 de setembro de 2019 em um amistoso contra o Chile, como titular, e jogou o jogo inteiro.

## Título
River Plate
- Copa Libertadores : 2018
- Recopa Sudamericana: 2019
- Copa Argentina: 2015-16, 2018-19
- Supercopa Argentina: 2017

Seleção Argentina
- Copa América: 2021, 2024